# مواد ترموالکتریک

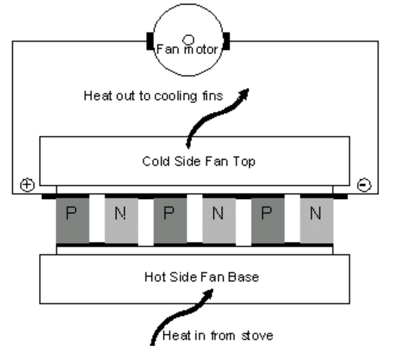
مولد ترموالکتریک

مواد ترموالکتریک (به انگلیسی: Thermoelectric materials) شامل طیف گسترده‌ای از ترکیبات جامد متمایز با توانایی خود برای تبدیل انرژی حرارتی و الکتریکی. این ویژگی منجر به دو برنامه فنی خاص می‌شود:توسعه گرادیان دمایی برای گرمایش و سرمایش دستگاه‌ها و تولید انرژی الکتریکی از انرژی حرارتی تلف شده.
این پدیده به‌طور خاص به عنوان اثر Seebeck(تبدیل گرما به انرژی الکتریکی)، اثر Peltier (تبدیل انرژی الکتریکی به گرما) و اثر تامسون (هادی گرمازا و خنک کننده) شناخته شده‌است.

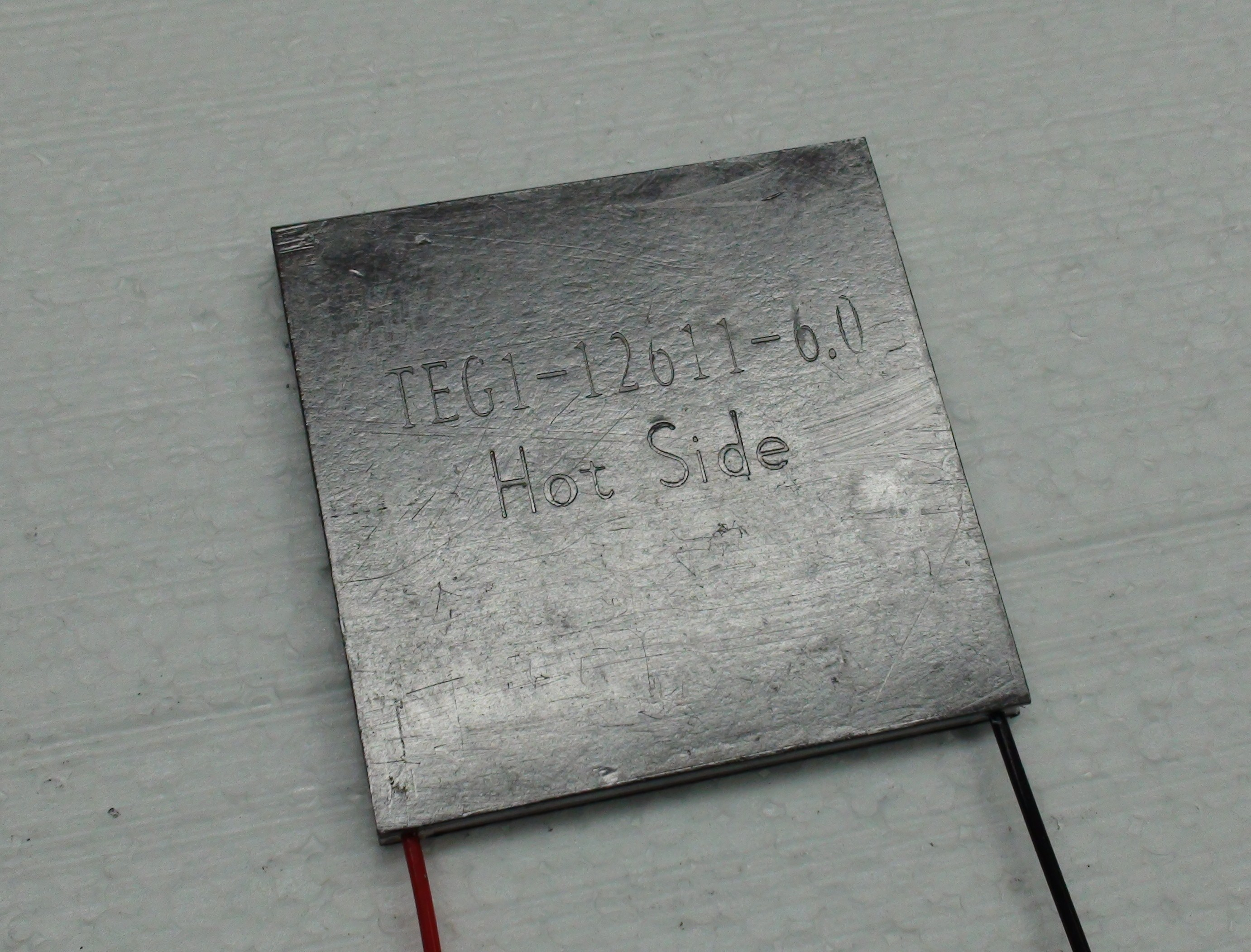
نوعی از مولد ترموالکتریک سیبک

این دسته از مواد کم هزینه هستند و می‌توانند در وسایل کاربردی به منظور تولید برق و تبرید به کار برده شوند.

## معیارهای انتخاب مواد
سودمندی یک ماده در سیستم‌های ترموالکتریک با دوعامل ضریب بهره‌وری دستگاه و ضریب قدرت تعریف می‌شود. این‌ها توسط رسانایی الکتریکی، رسانایی گرمایی، ضریب Seebeck و تغییر رفتار بر اثر تغییر دما ماده تعیین می‌شوند.

دیاگرام مولد ترموالکتریک

دیاگرام ترموالکتریک خنک کننده

### ضریب بهره‌وری دستگاه
بهره‌وری یک دستگاه ترموالکتریک برای تولید برق این گونه تعریف می‌شود:
{\displaystyle \eta ={{\text{energy provided to the load}} \over {\text{heat energy absorbed at hot junction}}}.}
توانایی یک ماده برای تولید برق ترموالکتریکی با معیار شایستگی که بی بعد می‌باشد ارتباط دارد:
{\displaystyle ZT={\sigma S^{2}T \over \lambda }}
که بستگی به ضریب سیبک S، هدایت حرارتی λ، هدایت الکتریکی σ، و درجه حرارت T دارد.

### ضریب توان

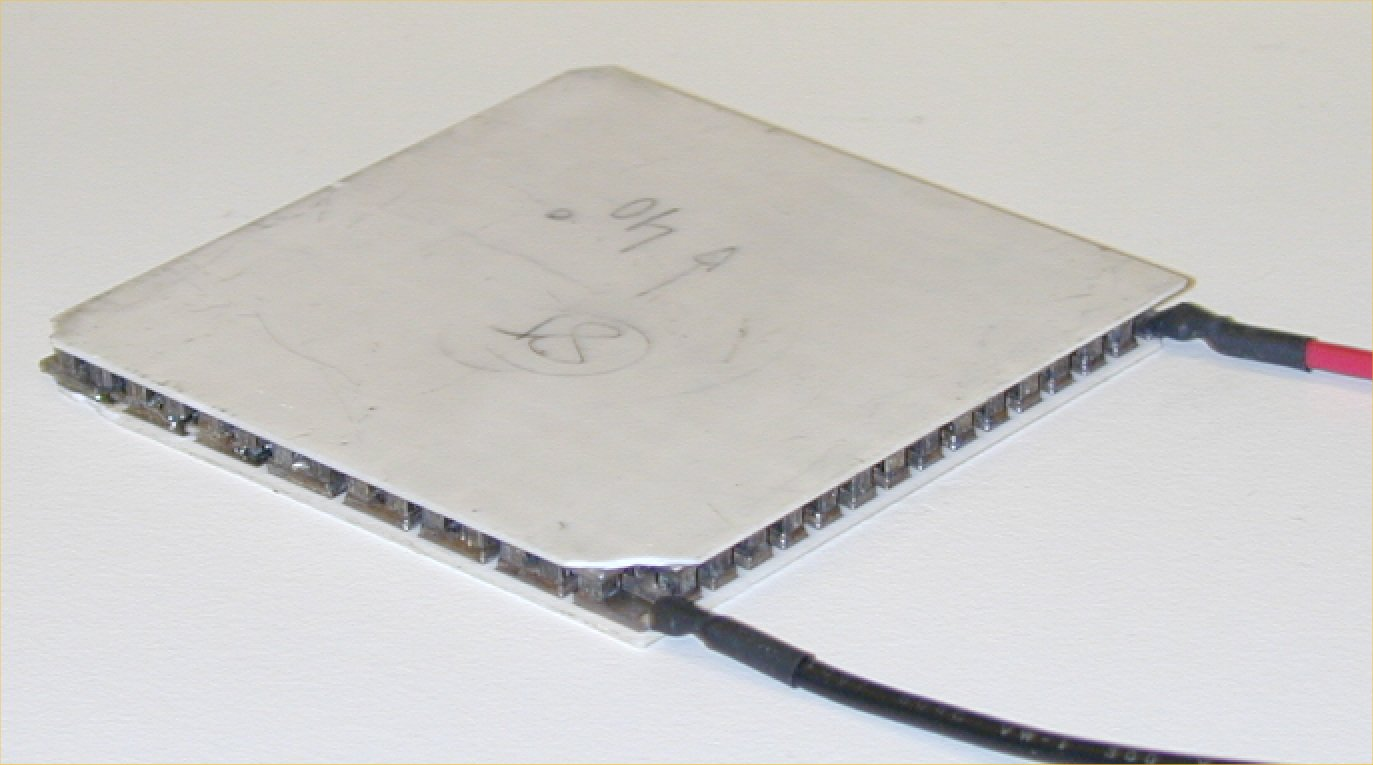
المنت پلیته ۱۶*۱۶

به منظور تعیین سودمندی یک ماده در یک ژنراتور ترموالکتریک یا یک خنک‌کننده ترموالکتریکی، ضریب توان توسط ضریب سیبِک و رسانایی الکتریکی که در دماهای مختلف داده شده‌است تعیین می‌گردد:
{\displaystyle \mathrm {Power~factor} =\sigma S^{2}.}
که در ان S، ضریب Seebeck و σ ضریب رسانایی ماده می‌باشد.

## بازخورد اقتصادی و صنعتی
بازار رایج ترموالکتریک اساساً شامل خنک‌کننده‌ها و برخی دیگر از کاربردهای ویژه است. انتظار می‌رود بازار مصرف کننده، به‌طور پیوسته در سال‌های آینده افزایش یابد که در حال حاضر حدود 35 درصد بازار را تشکیل می‌دهد. کل بازار موجود بین 175 تا 200 میلیون یورو بر اساس منابع بیان‌شده در زیر تخمین زده می‌شود:
- 175 میلیون یورو، شرکت میکرو پاورگلوبال (MicroPower Global)؛
- 175 میلیون یورو، شرکت اِنکو (ENECO Company)؛
- 200 میلیون یورو تراشه‌های فتونیکی؛ و
- 200 میلیون یورو که انتظار می‌رود تا سال 2015 به 300 میلیون یورو نیز برسد، روس‌نانو (Rusnano).

اگر ZT را بتوان بیشتر از 2 بدست آورد، تمام بازارها می‌تواند با فاکتور 10 تا 100 افزایش یابد. در حال حاضر 15 پروژه بر روی ترموالکتریک متمرکز هستند که به وسیلهٔ هفتمین برنامه چارچوبی (FWP) سرمایه‌گذاری شده‌است که این نتیجه همکاری دانشگاه‌های اروپایی و صنعت ترموالکتریک است.
اثر این پدیده را بیشتر می‌توان در صنعت خودرو، جایی که حرارت اگزوز می‌تواند به وسیلهٔ تراشه‌های ترموالکتریک بازیافت شود، دید. پتانسیل بازار در این کاربرد بسیار با اهمیت است بطوریکه 40 درصد انرژی تولید شده در ماشین‌های احتراقی داخلی، حرارت را از طریق اگزوز از دست می‌دهد. صنعت خودرو به‌عنوان اولین صنعت مصرف‌کننده از محصولات ترموالکتریک شناخته شده‌است. اندازه پتاسیل بازار برای بازیافت حرارت هدر رفته هفت‌میلیون یورو است. بقیه کاربردها در اتومبیل به قرار زیر است:
- تولید نیرو؛
- مدیریت حرارتی باتری؛ و
- صندلی‌های گرم و سرد شده.

صنایع مشخصی از جمله کارخانه‌های فولاد، گدازش گاز و کوره پسماندها می‌توانند از مجاورت منابع سرد و گرم استفاده کنند. دمای حرارت هدررفته در کوره‌های صنعتی 200 تا 450 درجه سانتیگراد و برای کوره پسماند 500 تا 700 درجه سانتیگراد است. بکارگیری این حرارت و تبدیل آن به الکتریسته می‌تواند بازدهی و اثر محیطی این صنایع را بهبود بخشد.
علم ترموالکتریک امکان برداشت گرمای ساطع‌شده از بدن انسان را، برای مصارف متحرک فراهم می‌کند. برای تراشه‌هایی که انرژی مصرفی پایینی دارند، تفاوت دمای بدن و محیط کافی است تا به تراشه انرژی رسانی شود. این انرژی حدود 25 میکرووات بر سانتی‌متر مربع است. در صنعت هوانوردی با استفاده از تراشه‌های ترموالکتریک می‌توان برای تغذیه ادوات الکتریکی که در بیرون هواپیما وجود دارند، نظیر حسگرها، استفاده کرد و به این ترتیب از سیم‌کشی‌های خارجی اجتناب خواهد در نتیجه هواپیما سبکتر و مصرف سوخت آن کمتر می‌شود. مطالعات به وسیلهٔ شرکت مشاوره‌ای فراست و سالیوان (Frost & Sullivan) پیش‌بینی می‌کند که ترموالکتریک‌ها نقشی عمده در سیستم‌های حسگری، که خود بتوانند انرژی مورد نیاز خود را تأمین کنند، دارند.

## هدف تولید این دسته مواد
هدف اصلی در سیستم‌های بازیافت انرژی از گرمای اتلافی، کاهش انرژی مصرفی است. این تراشه‌ها اثر خیلی محدودی بر روی طبیعت دارند و کاملاً انفعالی و تمیز بوده و بدون منبع انرژی اضافی کار می‌کنند. کاربرد آن‌ها در خودروها و وسایل نقلیه عمومی، مصرف سوخت را تا چند درصد کاهش می‌دهد. افزایش قیمت گازوئیل و دیزل دلیل خوبی برای جستجوی فناوری‌های مؤثر و تجدیدپذیر است.
ترموالکتریک می‌تواند تمام موارد فوق را فراهم کند و به‌طور همزمان میزان نشر گاز دی‌اکسیدکربن را نیز در اروپا کاهش دهد. بعلاوه مولدهای ترموالکتریکی می‌توانند به‌طور مستقل و بدون سیم کار کنند و این امر احتمالاً منجر به ظهور کاربردهای جدید خواهد شد و نیز نیاز به استفاده از ادوات ذخیره انرژی الکتریکی در کنار مولدهای الکتریکی را از بین خواهد برد. در حال حاضر، سیستمی برای حسگرهای مستقل از منبع تغذیه به وسیلهٔ سه شرکت اروپایی گسترش داده شده‌است.

## چالش‌ها
پیشرفت‌های اخیر، امکان غلبه بر محدودیت‌های کلاسیک و بهبودبخشی مواد ترموالکتریک را به مقدار قابل ملاحظه‌ای پیشنهاد می‌دهد. ترموالکتریک در حال حاضر از بازدهی کم -حدود ۵درصد- و مشکلات مواد در دمای بالا تأثیر گرفته‌است. مشکل بازدهی از طریق بالابردن هدایت الکتریکی مواد و کاهش هدایت حرارتی قابل حل است. با این حال بهینه‌ساختن همه خواص به‌طور همزمان غیرممکن است. انتظار می‌رود فناوری نانو در بهینه ساختن و بهبود بخشیدن فاکتور ZT تأثیرگذار باشد.
هزینه زیاد و بازدهی کم، از موانع اصلی برای تجاری‌شدن و استفاده گسترده از محصولات ترموالکتریک محسوب می‌شود. دسترسی محدود به عناصر شیمیایی مورد نیاز در تراشه‌های ترموالکتریک می‌تواند مسئله‌ساز باشد. تحقیقات بر روی مواد جدید که ارزانتر و فراوانتر هستند، مورد نیاز است. هچنین معماری و طراحی تراشه‌های ترموالکتریک نقش مهمی را در تجاری‌کردن بازار مصرفی بازی می‌کند. یکی از جنبه‌های منحصربه‌فرد تراشه‌های ترموالکتریک این است که جانشین مستقیمی ندارند. وقتی مشکلات فناورانه و تجاری حل شوند، تراشه‌های ترموالکتریک از طریق تفاوت دما در ادوات مختلف بر بازار برداشت انرژی مسلط خواهد شد.

## جایگاه رقابتی
در حال حاضر بیش از ۳۰۰ آزمایشگاه تحقیقاتی بر روی مواد ترموالکتریک کار می‌کنند. در این میان حدود ۱۰۰ آزمایشگاه در اروپا، ۳۵ آزمایشگاه در آلمان، ۱۵ آزمایشگاه در فرانسه، ۱۶۰ آزمایشگاه در آسیا -بیشتر آن‌ها در چین و ژاپن قرار دارند- و حدود ۷۵ آزمایشگاه تحقیقاتی نیز در آمریکا واقع است. این آزمایشگاه‌ها به‌خوبی تراز شده‌اند و بخش‌های توسعه و تولید نبوده که در بخش‌های صنعتی تکرار شده باشند، بلکه به‌همراه تعدادی از شرکت‌های اروپایی همچون، لیرد (Laird)، میکروپلت (Micropelt)، ژن‌ترمو (Termo Gen) و بیکن‌تکنولوژی (Beakon Technologies) هستند که تراشه ترموالکتریک تولید می‌کنند.
در حال حاضر حدود ۱۰۰۰ پتنت دربارهٔ ترموالکتریسیته در اروپا وجود دارد. بیشتر فعالیت‌های پتنتی مربوط به کشور آلمان می‌شود که حدود نصف پتنت‌ها را در بر می‌گیرد. برای مثال شرکت بزرگ و شیمیایی بی‌ای‌اس‌اف(BASF) حدود ۲۹ پتنت در زمینه مواد ترموالکتریک دارد و فعالیت‌های پتنتی آن در سال‌های اخیر افزایش یافته‌است که می‌تواند به دلیل تجدید علاقه در مواد ترموالکتریک باشد.
اروپا از نظر تعداد پتنت بعد از آمریکا به‌همراه ژاپن و کره‌جنوبی در مقام دوم قرار دارد. در سه سال گذشته صنعت خودروسازی به‌طور روزافزون در پروژه‌های توسعه و تولید روی مواد ترموالکتریک سرمایه‌گذاری کرده‌است. وزارت انرژی آمریکا برای سه کارخانه ماشین و آزمایشگاه یارانه می‌پردازد. در اروپا برنامه اف.پی. (FP7)، بر روی پروژه بزرگی متشکل از سازنده‌های آلمانی، فرانسوی، ایتالیایی و سوئیسی سرمایه‌گذاری کرده‌است. برای مثال پروژه HeatReCar بر روی گسترش تراشه‌های ترموالکتریک که می‌تواند تا سه‌کیلووات در موتور احتراقی خودرو انرژی تولید کند، متمرکز بوده‌است. در آلمان –اپل (اوپل)، دایملر (Daimler)، فولکس‌واگن (VW) و ب‌ام‌و (BMW)- و در فرانسه – والئو (والئو) و رنو (رنو)- برنامه‌های ویژه‌ای به وسیلهٔ سازنده‌های خودرو و کامیون هدایت می‌شود.

## برخی مواد دارای خاصیت ترموالکتریک
- کالکوژنهای بیسموت و نانوساختار آنها
- تلوریم سرب (PbTe)
- ترکیبات گروه منیزیم IV
- سیلیکاتها
- سیلیکون-ژرمانیوم
- سدیم-کبالت
- تریاک

## کاربرد اینگونه مواد

### تبرید
سردسازی (به عربی: تبرید) یک فرایند است که با حرکت دادن گرما از جایی به جای دیگر کار انجام می‌شود.از مواد ترموالکتریک  می‌توان به عنوان یخچال و فریزر استفاده کرد، به نام "خنک کننده حرارتی" یا "کولرهای پلتیر(peltier)" شناخته می‌شوند.
مزیت مهم این دسته از خنک‌کننده‌ها اندازه کوچک آن، عدم استفاده از قطعات متحرک و مبردها و همچنین شکل انعطاف‌پذیر آن می‌باشد؛ ولی نقطه ضعف این دسته وسایل ضریب بهره‌وری پایین آن‌ها نسبت به یخچال‌های عادی که با گازهای مبرد کار می‌کنند، می‌باشد

### تولید برق
در این کاربرد از موادی استفاده می‌شود که ضریب ZT>3 دارند.
یکی از کاربردهای اینگونه مواد در استفاده مجدد از انرژی تلف شده در طی انتقال برق از نیروگاه به مقاصد می‌تواند باشد.

### سنسور ها
مواد ترموالکتریک کاربردهای گسترده ای در تولید سنسورها و سنجش اختلاف دما دارند ، و می‌توان از این مواد در تولید سنسورهای هشدار دهندهٔ آتش سوزی استفاده نمود .
انواع ترموکوبل‌های نوع K,S.Rو انواع دیگر که می توانند دماهای بسیار بالا را اندازه بگیرند از مواد ترمو الکترونیک درست شده‌اند.